# Bulbophyllum bulhartii
Bulbophyllum bulhartii är en orkidéart som beskrevs av Anton Sieder och Kiehn. Bulbophyllum bulhartii ingår i släktet Bulbophyllum och familjen orkidéer. Inga underarter finns listade i Catalogue of Life.